# Người Mỹ gốc Wales
Người Mỹ gốc Wales là những công dân dân Hoa Kỳ với tổ tiên có nguồn gốc ở xứ Wales. Theo Khảo sát cộng đồng Mỹ, trong giai đoạn 2011-2015, 1.778.216 người tuyên bố họ là người gốc Wales, hoặc gần 0,6% dân số. Con số này tương đương với dân số 2.900.000 ở xứ Wales.
Tên Jones, thường được xác định là họ của nguồn gốc xứ Wales, là họ phổ biến thứ tư ở Hoa Kỳ, nó được mang theo bởi khoảng 0,6% người Mỹ, những người thường được mang theo họ. Tiếng Wales như tên của Bowen, Bethell, Howell, Jenkins, Davies, Edwards, Evans, Griffith, Gough, Lewis, Llewellyn, Lloyd, Meredith, Morgan, Madox/Madock, Owens, Parry, Powell, Price, Pugh, Thomas, Vaughan và Williams, đề xuất tỷ lệ nguồn gốc xứ Wales cao hơn nhiều so với tự nhận dạng.
Tuy nhiên, cần thận trọng với những ước tính này vì một tỷ lệ lớn dân số người Mỹ gốc Phi có tên tiếng Wales do việc tạo ra tên từ tên của những người cha (ví dụ John ⇒ Jones) theo phong cách tương tự xứ Wales, và một số nô lệ trước đây đã lấy tên của những người chủ cũ của họ làm người bảo trợ sau khi giải phóng họ.
Tiếng Wales không được nói ở Hoa Kỳ và những người nói tiếng Anh hiện đại đến từ xứ Wales.